# Ренштайг

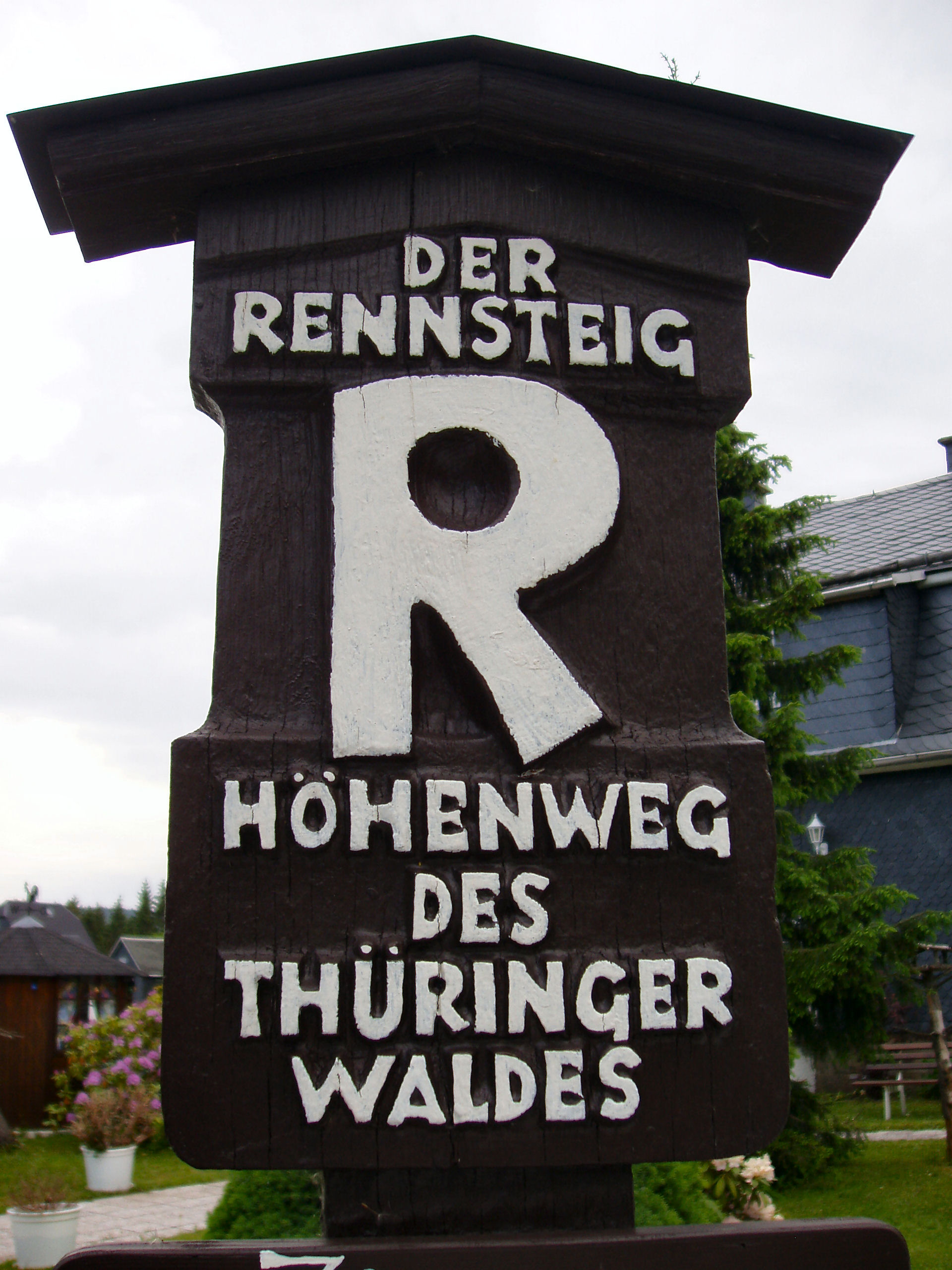
Маршрутный указатель

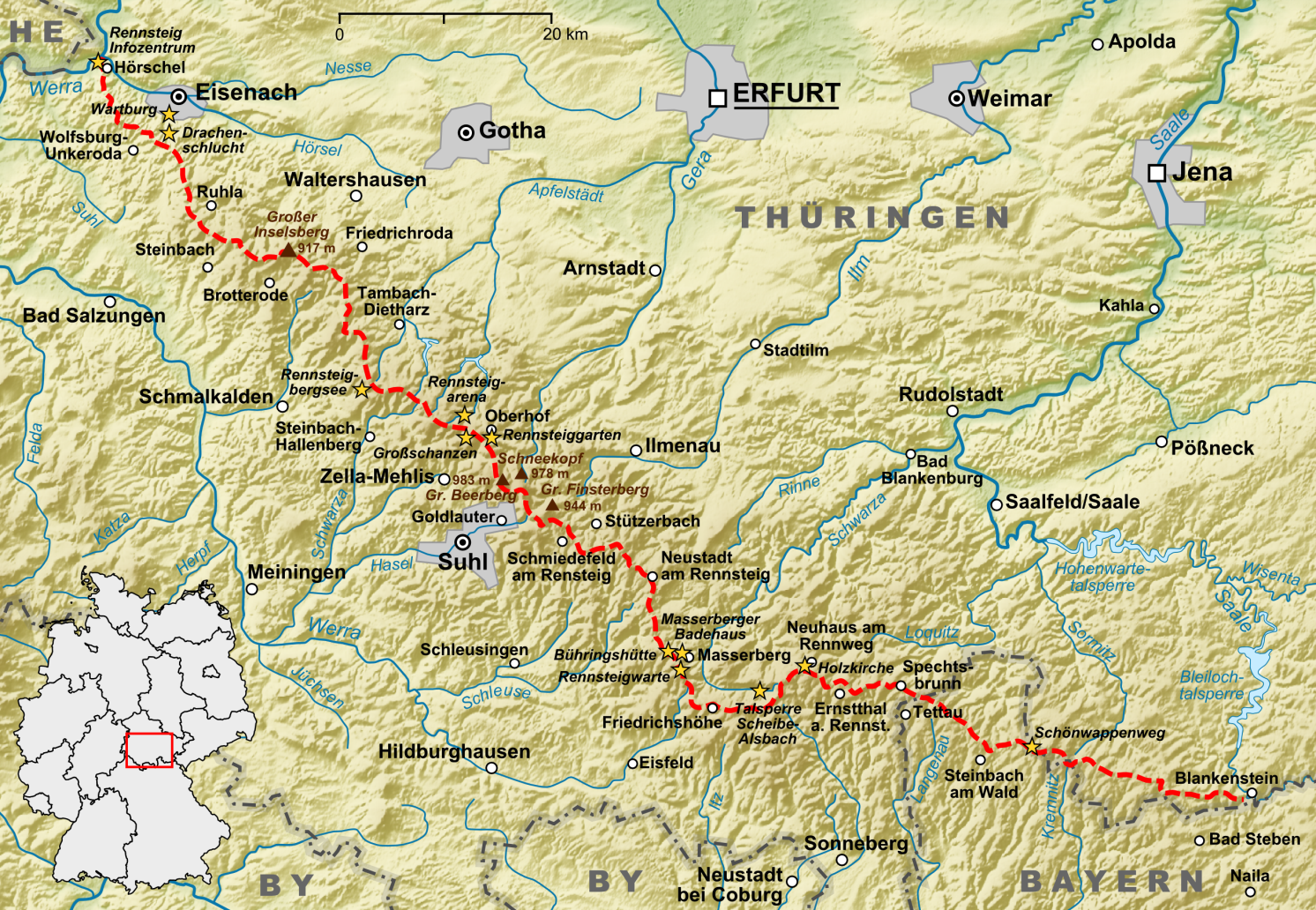
Расположение на карте

Ренштайг (нем. Rennsteig) — пешеходный маршрут длиной 170 км по хребту Тюрингенского Леса, Тюрингенских сланцевых гор и Франконского Леса.
Он начинается в квартале Хёршель города Айзенах на берегу реки Верра и кончается в Бланкенштайне на мосту через реку Зельбитц.
Ренштайг — самый старый и один из самых популярных пешеходных маршрутов Германии. По нему ежегодно путешествует около 100 000 человек.
По Ренштайгу проходит языковая граница, которая отделяет восточнофранкские диалекты от тюрингских.
Водораздел Ренштайг разделяет речные системы Верра/Везер, Зале/Эльба и Майн/Рейн.

## Населённые пункты на Ренштайге
- Рула
- Нойштадт-ам-Ренштайг
- Массерберг
- Нойхаус-на-Ренвеге